# Liara rufescens
Liara rufescens är en insektsart som beskrevs av Ludwig Redtenbacher 1891. Liara rufescens ingår i släktet Liara och familjen vårtbitare. Inga underarter finns listade i Catalogue of Life.